# Residenza di Würzburg
La Residenza di Würzburg (in tedesco Würzburger Residenz) è un palazzo che si trova nella città di Würzburg, in Germania.
Il palazzo venne progettato da uno degli architetti più importanti del barocco, Johann Balthasar Neumann, su commissione del principe vescovo Johann Philipp Franz von Schönborn e del fratello Friedrich Carl nel 1720 e venne ultimata nel 1744. All'interno si trovano splendidi affreschi realizzati dal pittore veneziano Giovanni Battista Tiepolo, assistito dal figlio Giandomenico. Fra gli scorci di maggior pregio dell'interno vanno ricordate la monumentale scalinata, la cappella e il salone. La Residenza di Würzburg subì gravissimi danni durante i bombardamenti della seconda guerra mondiale, finita la quale iniziarono imponenti lavori di restauro.

## Storia

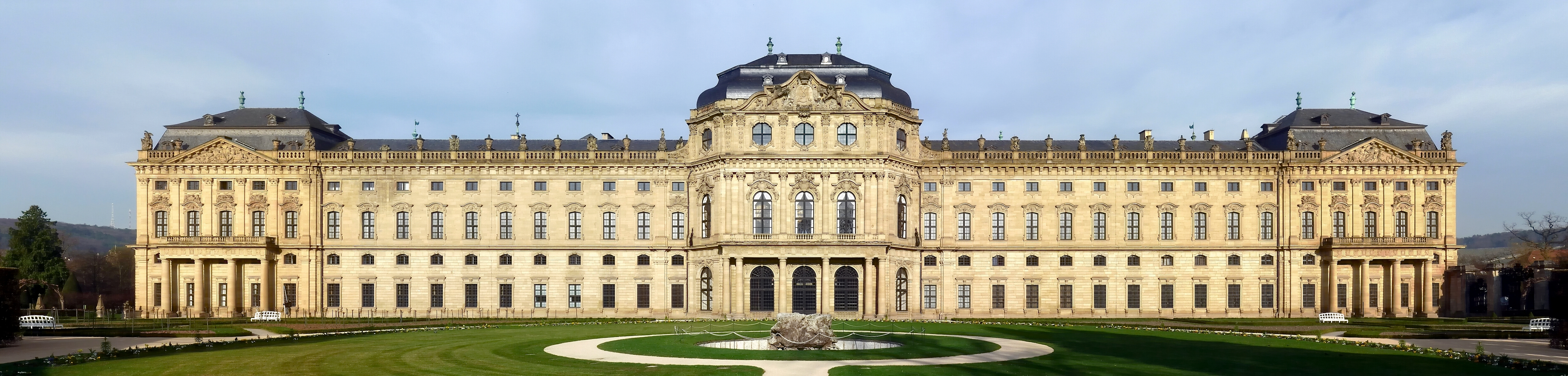
Residenza di Würzburg: la facciata verso il giardino

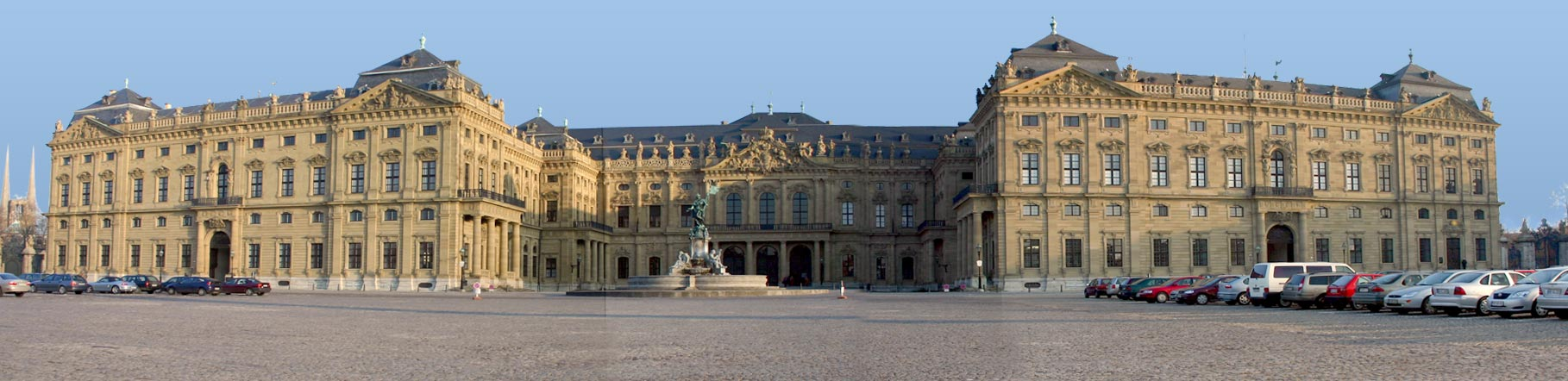
Residenza di Würzburg: la facciata verso la Corte d'Onore

### Sfondo storico
Fino all'inizio del XVIII secolo i principi vescovi della città risiedevano nella Fortezza di Marienberg. Johann Philipp Franz von Schönborn spostò la sede vescovile in un palazzo eretto fra il 1701 e il 1704, che però non era considerato degno della posizione del regnante. Avendo egli vinto una somma di 600.000 fiorini (una vera fortuna per l'epoca) in tribunale proprio nell'anno della sua ascesa al trono, nulla poteva trattenerlo dall'intraprendere la costruzione di un palazzo che doveva dichiarare a tutto il mondo lo status del regno e del suo regnante. Venne in questo appoggiato da due suoi parenti, lo zio Lothar Franz von Schönborn (che era anche principe arcivescovo e principe elettore di Magonza) e il fratello Friedrich Carl von Schönborn, il riformatore della cancelleria imperiale di Vienna. Entrambi fornirono idee e artisti dalle regioni in cui si trovavano.

### 1719-1729: l'inizio dei lavori
La costruzione vera e propria del palazzo di Würzburg ebbe inizio con il vescovo Johann Philipp Franz von Schönborn nel 1719: la prima pietra fu posata il 22 maggio 1720. Il progetto venne affidato all'architetto di corte Balthasar Neumann, uno dei maggiori del suo tempo in Germania. Johann Philipp, impopolare per via delle alte tasse, morì nel 1724 e il suo successore, Christoph Franz von Hutten, venne incaricato di proseguire il progetto completando l'area a nord, anche se il castello subì un sostanziale periodo di stallo rispetto all'iniziale partenza.

### Il grande splendore: l'epoca di Friedrich Karl von Schönborn-Buchheim

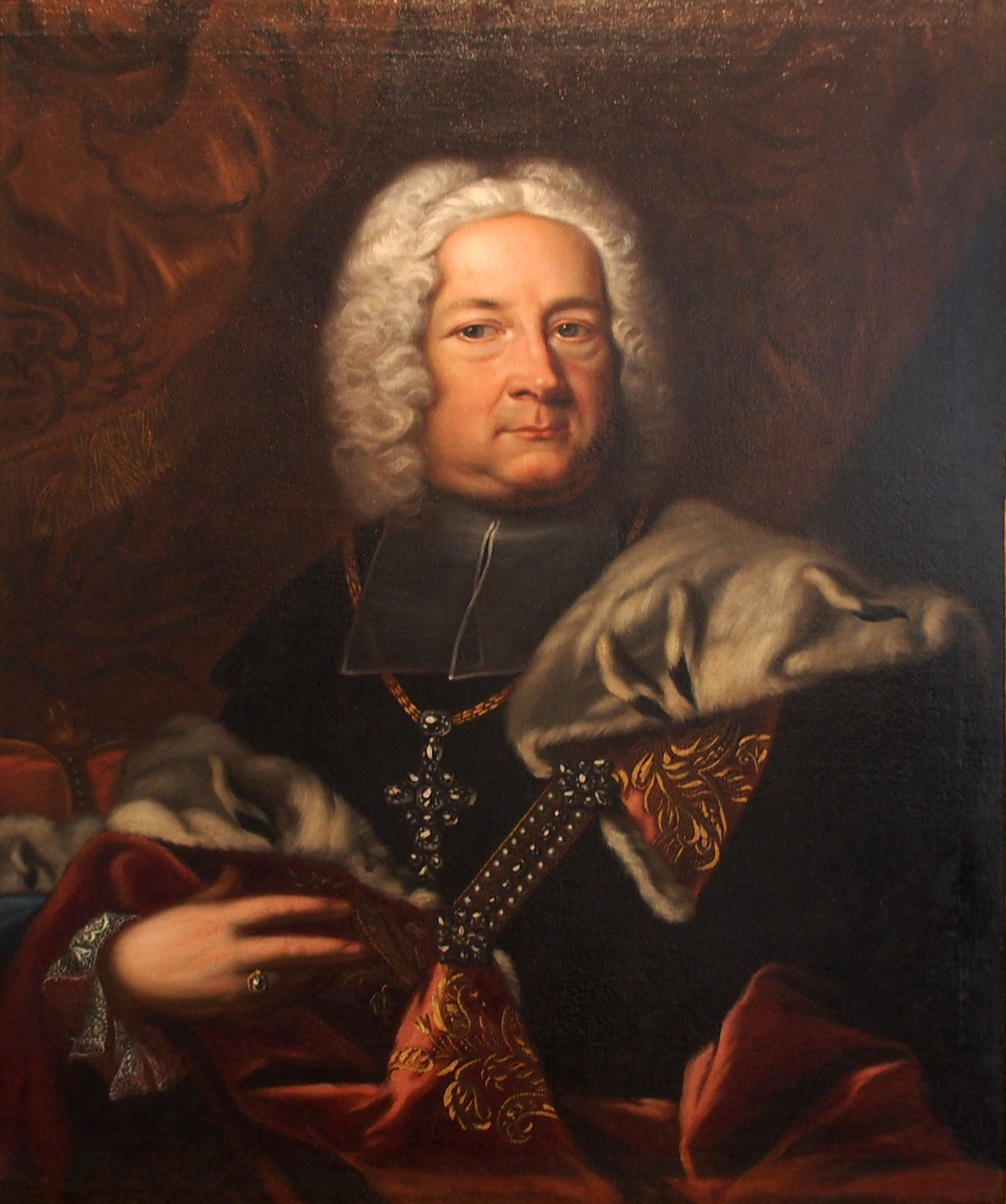
Friedrich Karl von Schönborn-Buchheim inaugurò l'epoca d'oro per il palazzo di Würzburg

La costruzione riprese a pieno ritmo dopo l'ascesa al trono vescovile di Friedrich Karl von Schönborn-Buchheim, fratello del primo proprietario, il quale fece completare il progetto iniziato quasi dieci anni prima. Subito dopo i progetti si spostarono sulla corte d'onore esterna che venne posta a regime tra il 1732 ed il 1733, per poi concentrarsi sul vero cuore della struttura. Poiché il palazzo di Wurzburg era residenza di un vescovo cattolico, era necessaria una grande cappella palatina, che venne realizzata dal 1735 su progetto di Lucas von Hildebrandt e che venne completata nel 1743 con la consacrazione da parte del vescovo Friedrich Karl von Schönborn-Buchheim.
Nel 1737 venne completata la struttura del grande scalone di rappresentanza che consentiva l'accesso agli appartamenti superiori (anche se la volta verrà completata solo nel 1743) e nel 1740 si terminò il giardino frontale alla residenza. Fu sempre il vescovo von Schönborn a predisporre anche i primi stucchi nelle sale, creati dall'italiano Antonio Giuseppe Bossi, che si occupò dei lavori anche nella grande Sala dell'Imperatore, la stanza principale del piano nobile.

### La nuova svolta alla metà del Settecento

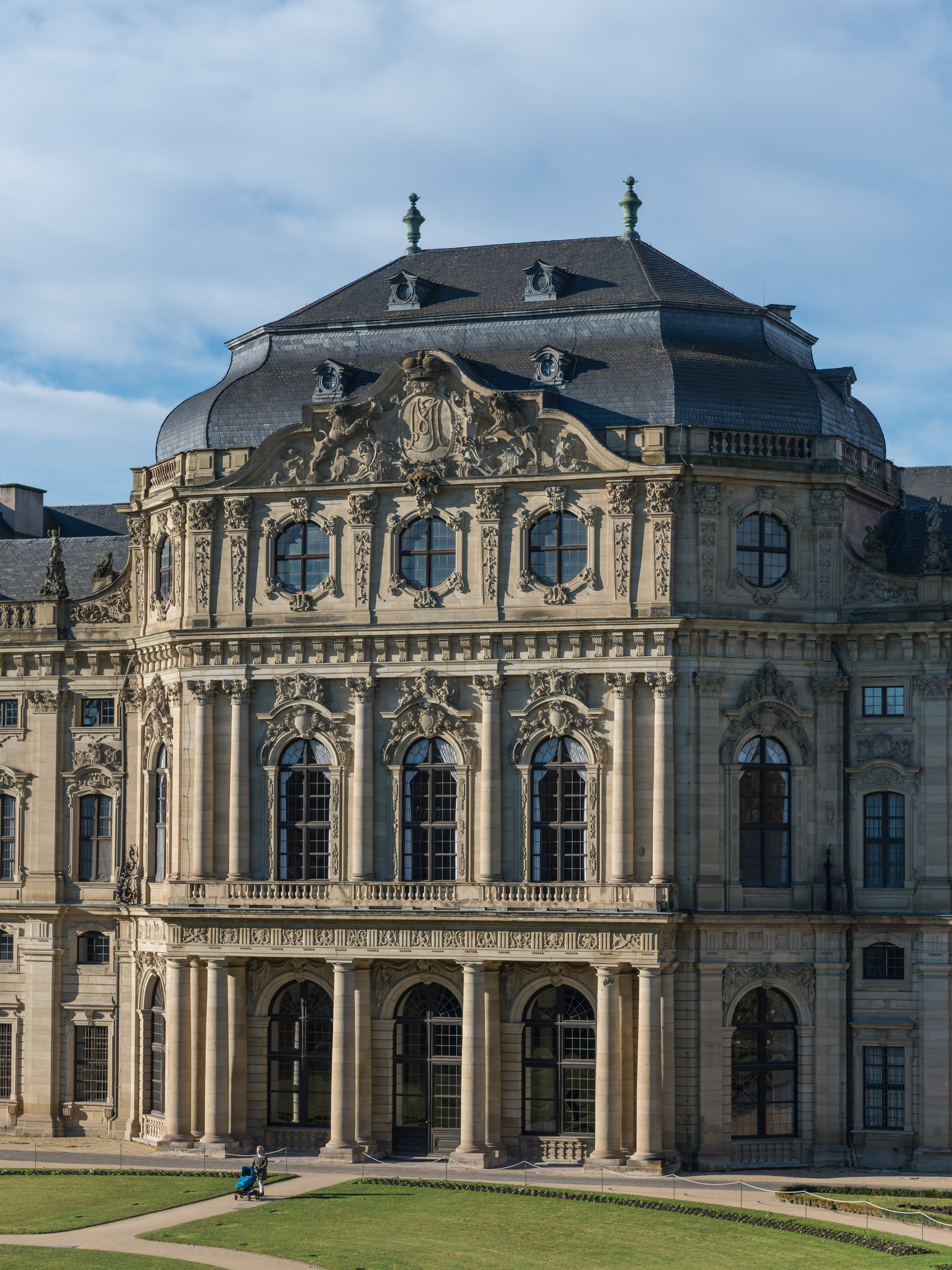
Il padiglione centrale della facciata sul giardino.

Alla morte di Friedrich Karl von Schönborn-Buchheim nel 1746, Balthasar Neumann cadde in disgrazia con il nuovo vescovo Anselm Franz von Ingelheim, il quale non si interessò particolarmente alla costruzione della residenza, ormai vecchio e malato, e preferì lasciare i lavori in stallo sino al 1749, anno della sua morte.
A lui succedette Karl Philipp von Greiffenklau il quale, riammise alla sua posizione Balthasar Neumann. I lavori ripresero a ritmo serrato: nel 1751 egli chiamò a corte Giovanni Battista Tiepolo per affrescare la Sala Imperiale e lo scalone principale della residenza, un'immensa opera pittorica di enorme valore e di estrema difficoltà che costituisce oggi uno dei maggiori raggiungimenti dell'arte del Tiepolo esistenti al mondo.
Sotto il vescovo Adam Friedrich von Seinsheim, continuarono i lavori, in particolare quelli di stuccatura nelle sale imperiali e nello scalone, che vennero affidati agli italiani Materno e Lodovico Bossi, che furono impegnati per tre anni consecutivi, dal 1765 al 1767.

### La residenza “secolarizzata”

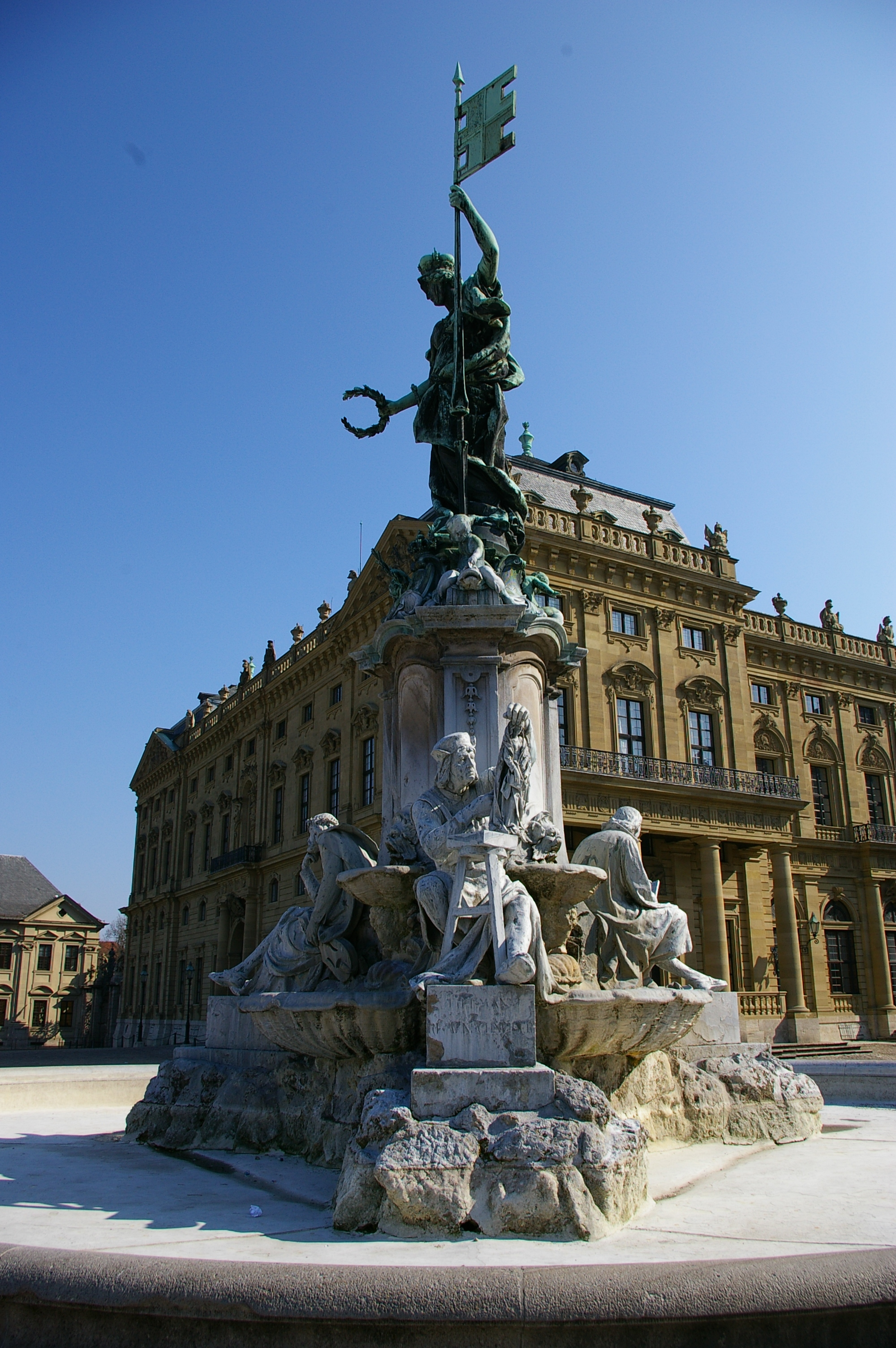
La fontana della Franconia

Il principato episcopale di Würzburg venne abolito con la secolarizzazione del Sacro Romano Impero e la conseguente mediatizzazione degli stati che lo componevano. Dopo otto anni di interregno tenuto dal granduca Ferdinando III di Toscana (1806-1814), nel 1814 Würzburg passò al regno di Baviera.
In quest'epoca vennero demoliti i cancelli che un tempo separavano la residenza dalla corte d'onore e vennero rimpiazzati nel 1821 con la costruzione di una fontana rappresentante un'allegoria della Franconia creata da Ferdinand von Miller il Giovane.
Il castello passò così di proprietà ai monarchi bavaresi che lo mantennero sino al 1918, quando la detronizzazione dei principi tedeschi portò alla dissoluzione dell'Impero tedesco.

### Il castello nell'epoca moderna
Passata quindi al governo repubblicano, la residenza venne aperta al pubblico nel 1921.
Il 16 marzo 1945 la struttura venne devastata da un pesante raid aereo che sviluppò non pochi incendi all'interno della struttura e solo la costruzione centrale (composta dal Vestibolo, dalla Sala del Giardino, dallo Scalone, dalla Sala Bianca e dalla Sala Imperiale) si salvò, anche se i tetti vennero completamente distrutti e le coperture furono oggetto di successivi rifacimenti. Non si danneggiarono gli affreschi e i mobili conservati nelle varie stanze vennero in gran parte salvati perché rimossi per tempo e messi al sicuro, salvandoli dalla distruzione.
Nel 1947 incominciò la ricostruzione della struttura proprio con l'apposizione di nuovi tetti oltre al restauro interno delle sale che si protrasse sino al 1978, quando il castello venne riaperto al pubblico. Nel 1981 l'UNESCO ha dichiarato il castello di Würzburg patrimonio dell'umanità.

## Struttura

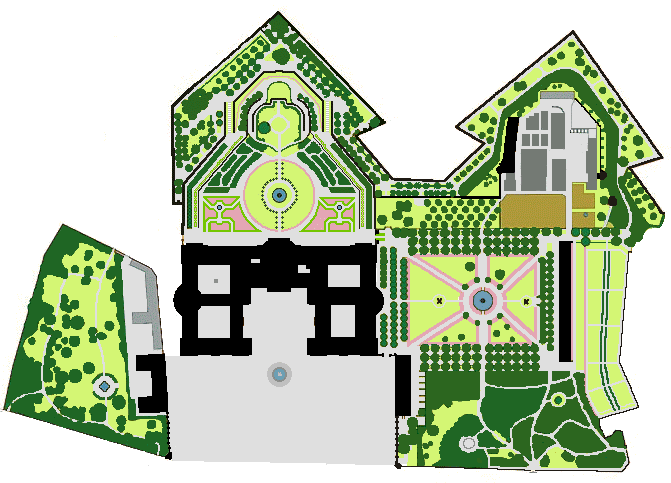
Pianta complessiva del palazzo e dei giardini

L'edificio ha una pianta grosso modo rettangolare, lunga 167 metri e larga 97, con un ampio spazio riservato al giardino in direzione della città. Il complesso ha la tipica struttura a "U" e racchiude al proprio interno quattro diversi cortili nelle ali laterali e due minori nella parte centrale, oltre ad una serie di edifici esterni al palazzo stesso che servivano per accogliere gli uffici della diocesi. L'intera struttura è formata da 400 stanze.
Nell'ala sud-occidentale della Residenz si trova la Hofkirche, una vera e propria chiesa costruita in stile barocco con stucchi e pulpito di artisti italiani. All'esterno dell'edificio si trova un enorme giardino, chiamato Hofgarten, anch'esso progettato secondo i dettami del XVIII secolo.

### Piano inferiore

#### Vestibolo
La caratteristica dominante di questa sala è il contrasto che, entrando, si osserva immediatamente con il suo soffitto il quale è di molto ribassato rispetto alle altre stanze per dare ampio spazio alla sala sovrastante. La volta è un vero capolavoro di ingegneria in quanto essa non poggia su altri pilastri se non quelli perimetrali e si articola su una vasta superficie. L'area del vestibolo venne creata per l'ingresso delle carrozze e conduceva direttamente con lo scalone ai piani superiori della costruzione.
Le decorazioni neoclassiche vennero aggiunte in seguito e i lavori di stucco vennero creati da Lodovico Bossi tra il 1765 e il 1766 oltre ad alcune grisaille a trompe l'oeil disegnate da Franz Anton Ermeltraut (le fatiche di Ercole). Qui si trovano anche due statue marmoree raffiguranti Minerva e Bellona poste in due nicchie ad opera di Johann Peter Wagner (1779).

#### Scalone d'onore

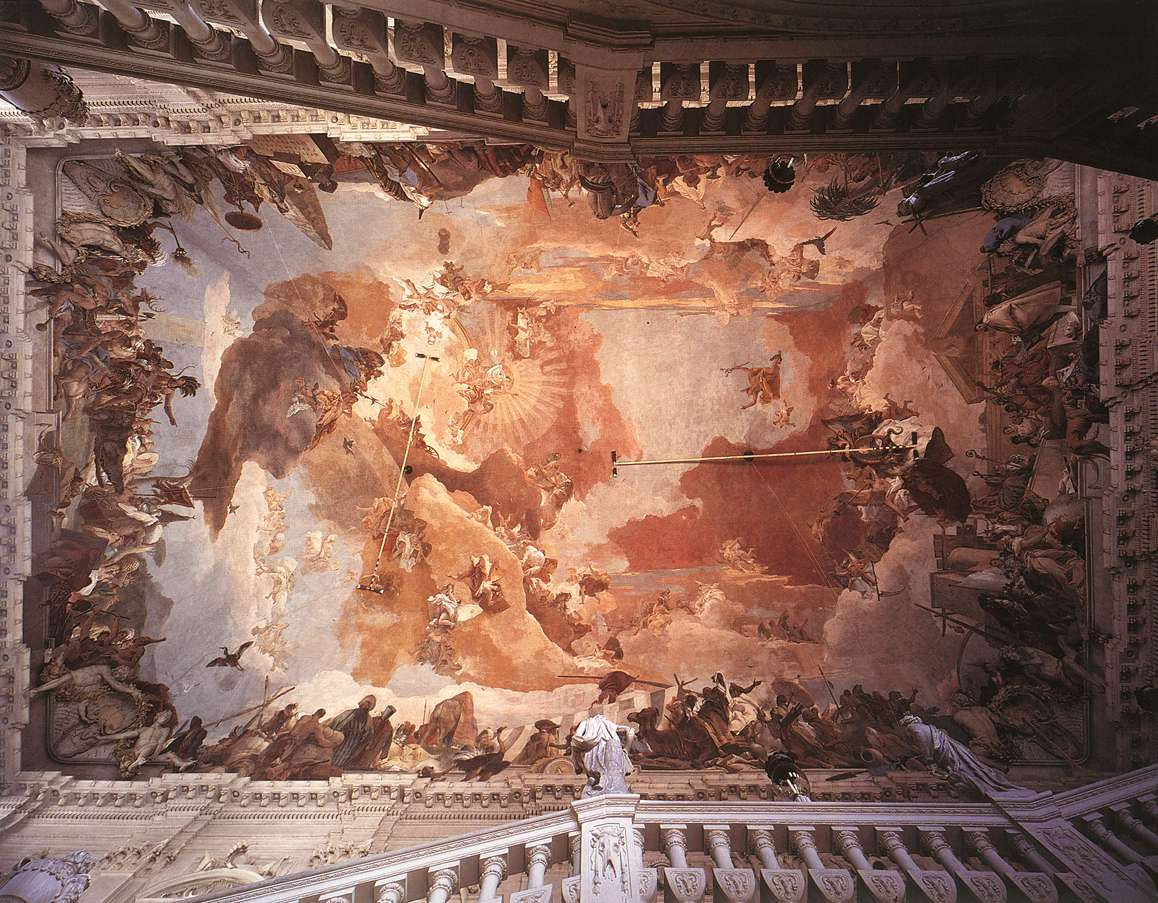
Affresco del Tiepolo sul soffitto dello scalone.

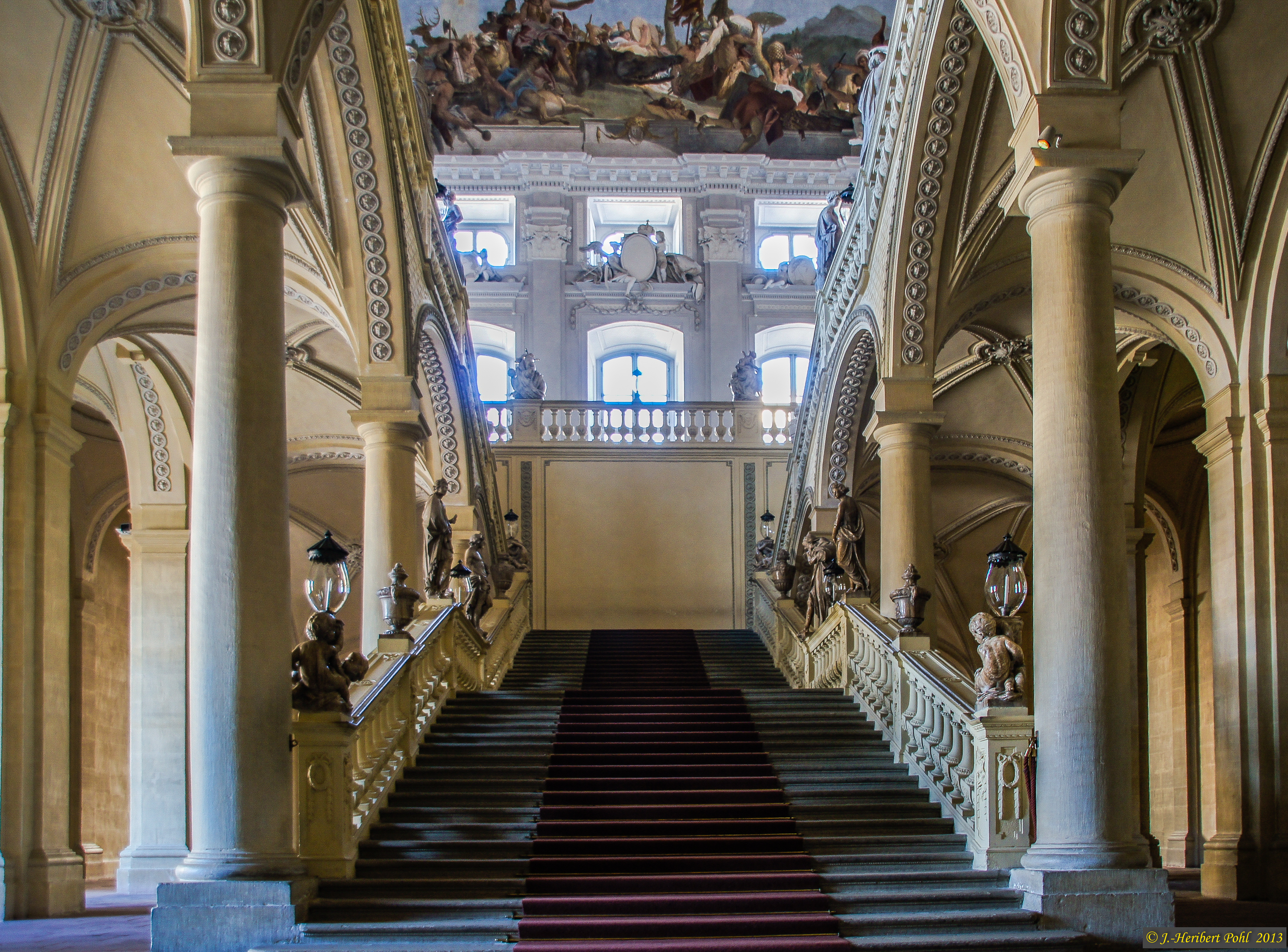
Per la progettazione di tale scalone, l'architetto ebbe presente l'esecuzione di Filippo Juvarra per quello di Palazzo Madama a Torino, da poco ultimato.

Lo scalone d'onore della residenza di Würzburg è indubbiamente uno degli esempi più sontuosi del rococò tedesco. Lo scalone ha la funzione di condurre verso i piani superiori e si articola in un grande spazio di 18 x 30 metri per un'altezza massima di 23 metri, il tutto progettato dall'architetto di corte, Balthasar Neumann. Una rampa centrale dal basso conduce ad un pianerottolo, dal quale poi si diramano due scalinate parallele che portano al piano superiore. Il soffitto venne decorato da Giovanni Battista Tiepolo il quale fu chiamato appositamente da Venezia per svolgere i lavori tra il 1752 ed il 1753, insieme al figlio Gian Domenico e ad altri aiuti. Con grande sapienza artistica egli dipinse le allegorie dei continenti allora conosciuti America, Asia e Africa, mentre l'Europa è glorificata al centro assieme alla diocesi di Würzburg come centro di tutte le arti. Il dipinto copre una superficie totale di quasi 670 metri quadrati (è il più grande affresco da soffitto al mondo) e il tutto si fonde in un unico cielo popolato di dei dell'antichità e figure allegoriche.

#### Sala Bianca

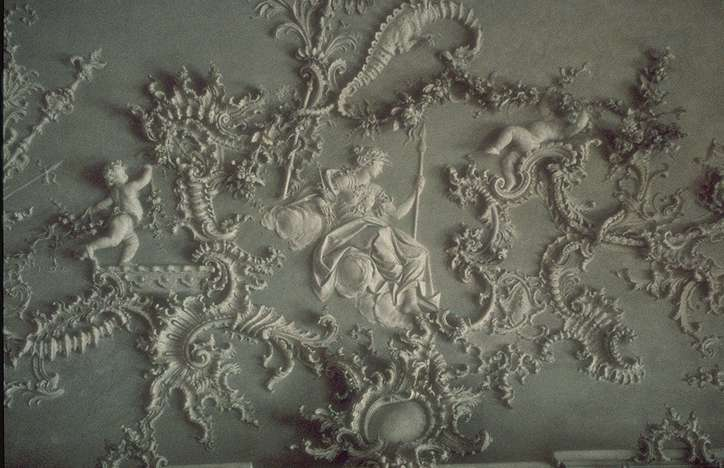
Dettaglio degli stucchi della Sala Bianca

La Weisser saal, in un raffinato stile rococò, è caratterizzata dai leggeri stucchi di colore bianco su uno sfondo grigio, eseguiti nel 1744 da Antonio Giuseppe Bossi. Raffigurano motivi vegetali, tipici dei decori rocailles e trionfi militari.

#### Sala Imperiale

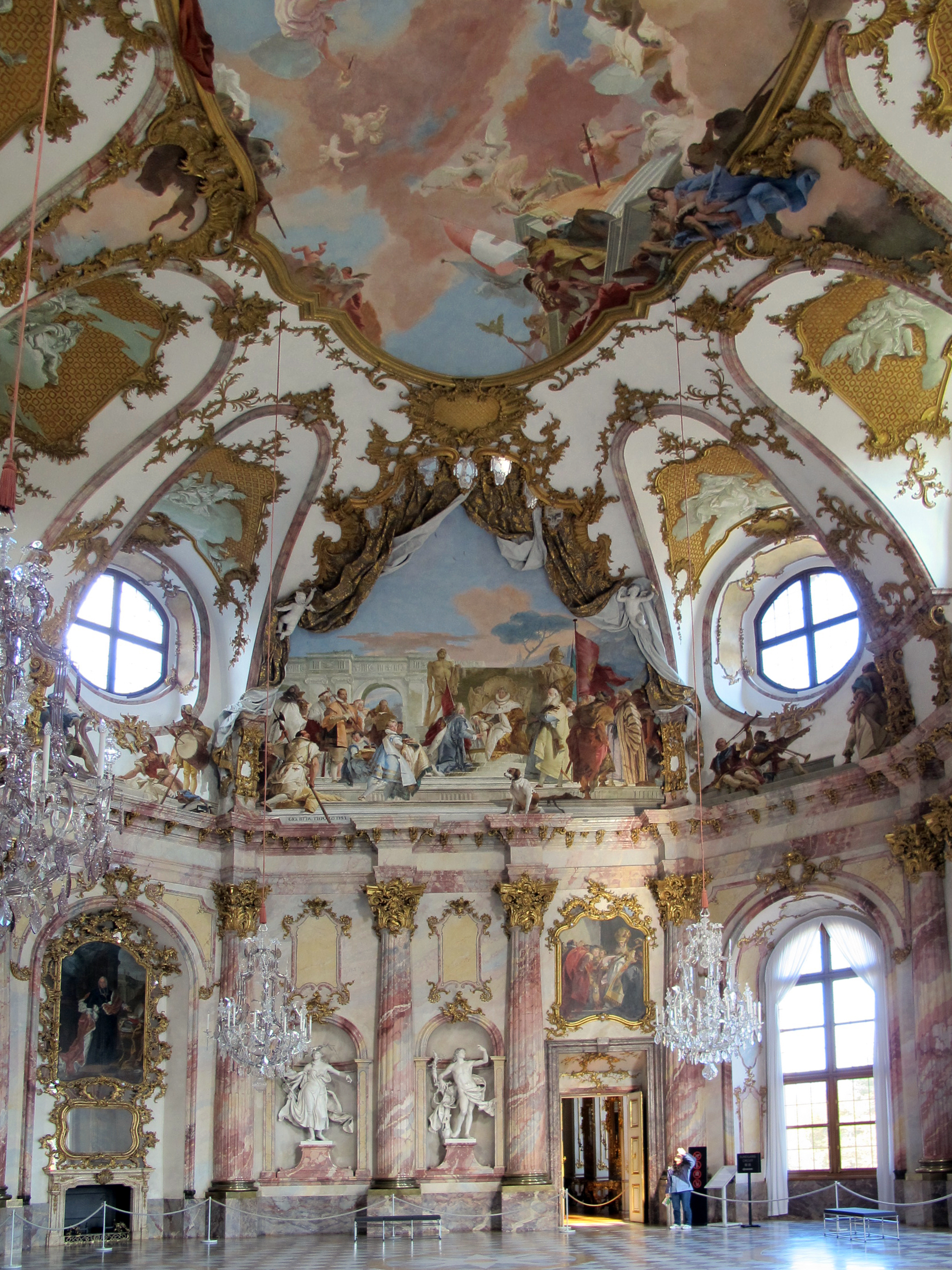
La Sala imperiale.

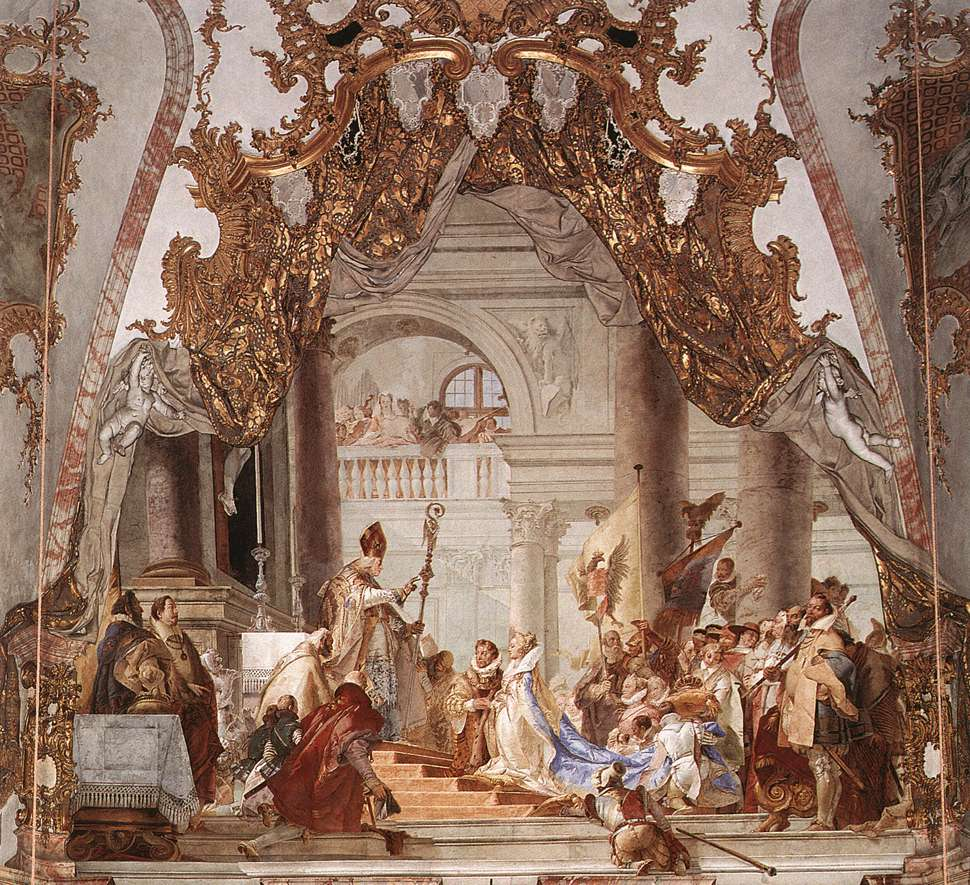
Particolare de "Il matrimonio di Federico e Beatrice" sulla volta della Sala Imperiale

La Kaisersaal è una delle più grandi sale di tutto il palazzo e certamente una delle più riccamente decorate. Le pareti sono ricoperte di preziosi stucchi dai toni rossi, bianchi e gialli eseguiti da Antonio Giuseppe Bossi verso il 1751. Nella volta della sala, a stucchi dorati su fondo bianco, emergono gli affreschi realizzati nel 1752 da Giovanni Battista Tiepolo che illustrano la Storia della diocesi di Würzburg. Uno dei dipinti raffigura il matrimonio fra l'imperatore Federico Barbarossa e la principessa Beatrice di Borgogna celebrato dal vescovo di Würzburg. Nella parte opposta della sala si trova la rappresentazione dell'imperatore Federico II, mentre attribuisce al vescovo di Würzburg il titolo di duca di Franconia.

#### Gli appartamenti di Stato
L'impatto che si ha visitando le file di appartamenti posti lateralmente al corpo centrale è quello di una lunga infilata di sale. La più ricca di queste sale è il Gabinetto degli Specchi, le cui mura sono composte interamente da pannelli di vetro decorati con lievi pitture di ispirazione cinese.

#### La Cappella di Corte (Hofkirche)

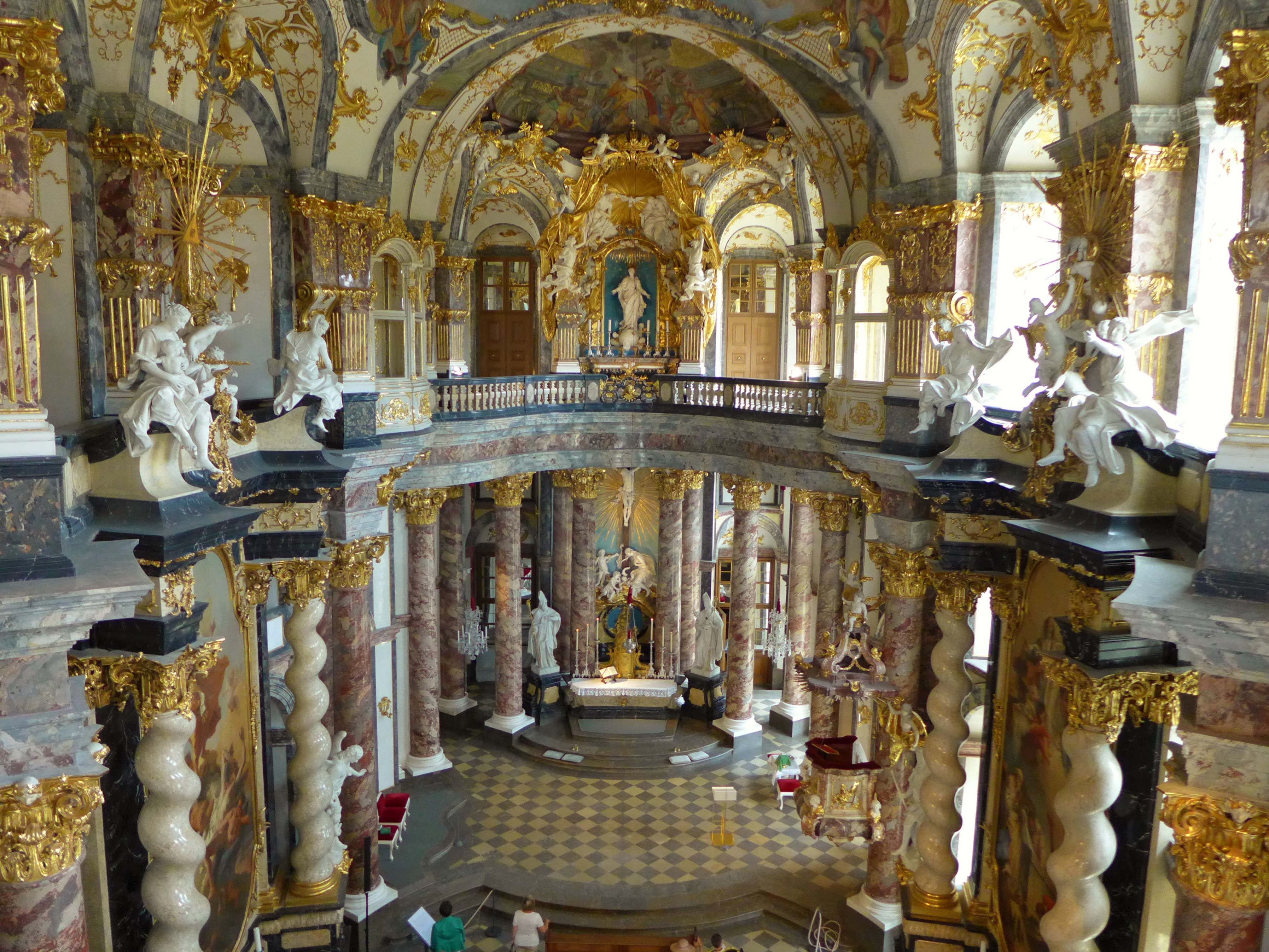
La Hofkirche

La cappella di corte del palazzo di Würzburg costituisce uno dei primi esempi in Germania dello stile barocco utilizzato per opere sacre. La struttura venne iniziata nel 1735 e terminata nel 1743 su progetto dell'architetto Lucas von Hildebrandt, rivale di Balthasar Neumann. L'interno è dominato da muri curvi e volte con tre intergradienti ovali, oltre alla forte presenza di stucchi bianchi e dorati di Antonio Bossi che, unitamente agli affreschi di Johann Rudolf Byss e della sua scuola, rendono il luogo molto maestoso. I dipinti dei due altari laterali rappresentano "La caduta degli angeli" e "L'Assunzione", entrambi eseguiti da Giovanni Battista Tiepolo nel 1752.

### Il giardino

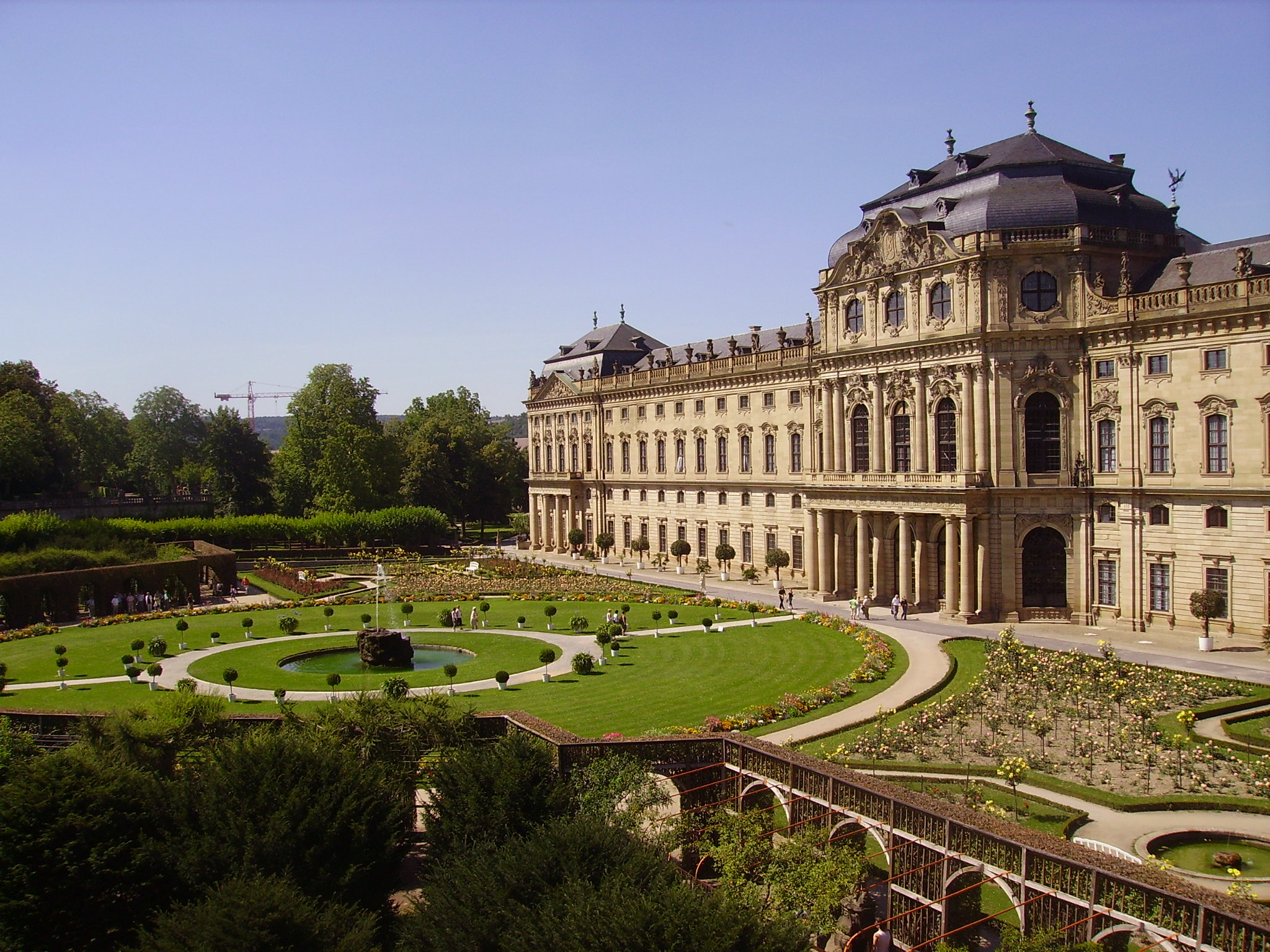
Il Giardino alla francese.

Quando i lavori alla costruzione della residenza vennero completati, vennero iniziati quelli per i giardini per opera del vescovo di Würzburg, Adam Friedrich von Seinsheim (regnante 1755-1779). Seinsheim richiese l'intervento del progettista di giardini boemo Johann Prokop Mayer (1735-1804) per la realizzazione di questo ambizioso progetto.
Mayer decise di suddividere il terreno destinato ad accogliere il parco del palazzo in una serie di aree suddivise che risultarono in numero di tre grandi aree che presero il nome di Giardino Orientale, Giardino Meridionale ed il restante venne adibito a piccolo giardino. Mayer riempì il parco di molte piante da frutta unitamente a lunghi filari di bosso e pergolati.
Per il giardino venne progettata anche un'orangerie.